# حقيقة ومجاز
المعنى الحقيقي هو المعنى الذي وضع له اللفظ في الأصل. المعنى المجازي هو المعنى الذي نقل إليه اللفظ لمناسبته للمعنى الحقيقي.
الجد هو أن يراد باللفظ معناه الحقيقي أو المجازي وضده الهزل وهو ألا يراد به هذا ولا ذاك.
والهزل عند البديعيين أن يراد به الجد وهو أن يذكر الشيء على سبيل اللعب والمطايبة بحسب الظاهر والغرض أمر صحيح بحسب الحقيقة.